# Leksandsdräkten

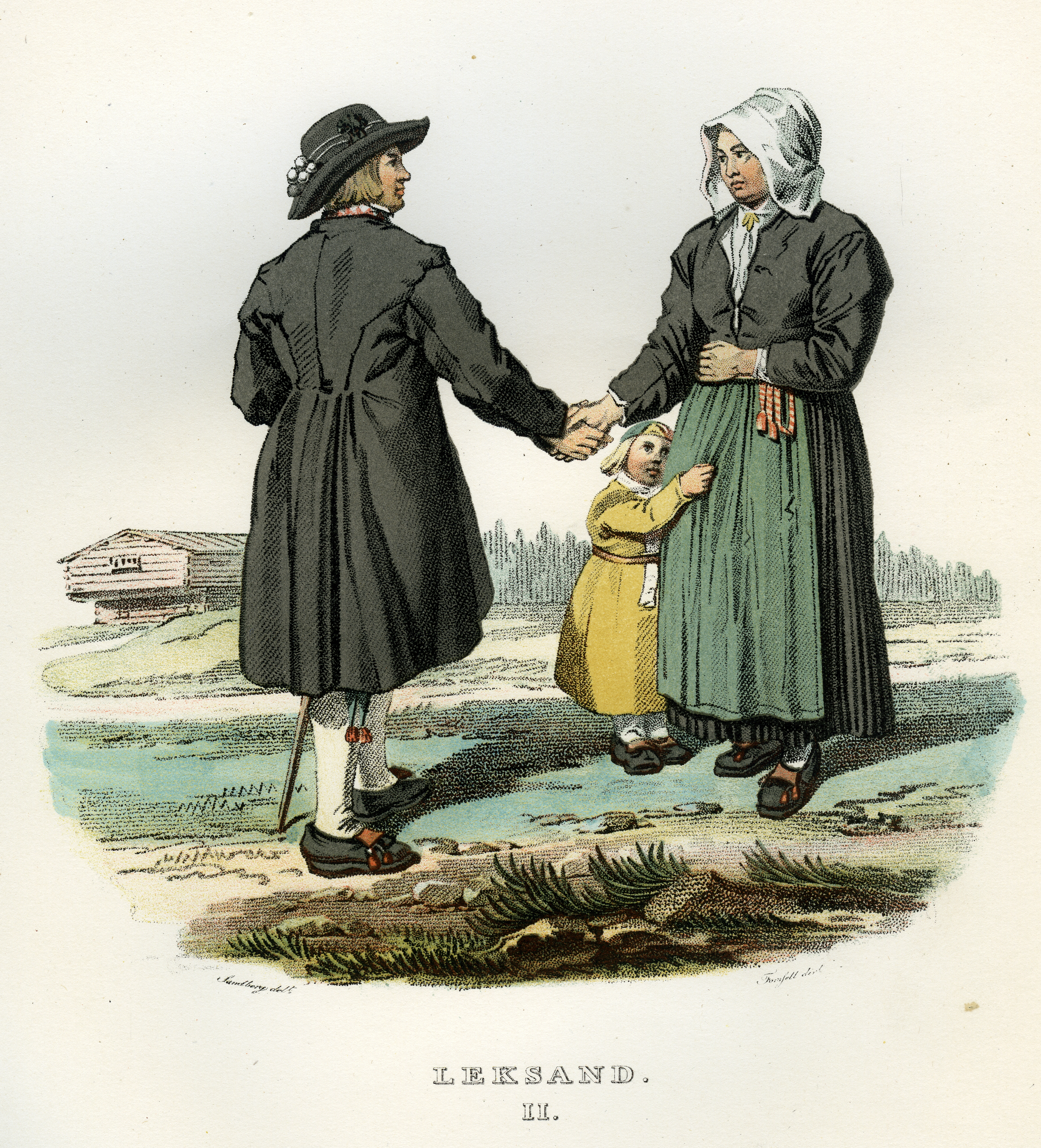
Leksandsdräkt från Johan Gustaf Sandbergs "Ett år i Sverige" (1864). Bilderna är den ursprungliga utgåvan från 1828-35 och uppvisar ett äldre dräktskick. Ursprungsutgåvan var handkolorerad, och kunde skilja sig en del från verkligheten. I en del av bilderna hade utgåvan från 1864 "uppdaterat" färgställningarna. Troligen skiljer de sig från verkligheten, det är tveksamt om kvinnan på bilden verkligen bär en grön raskmajd.

Leksandsdräkten är en folkdräkt och sockendräkt från Leksands socken, Dalarna.

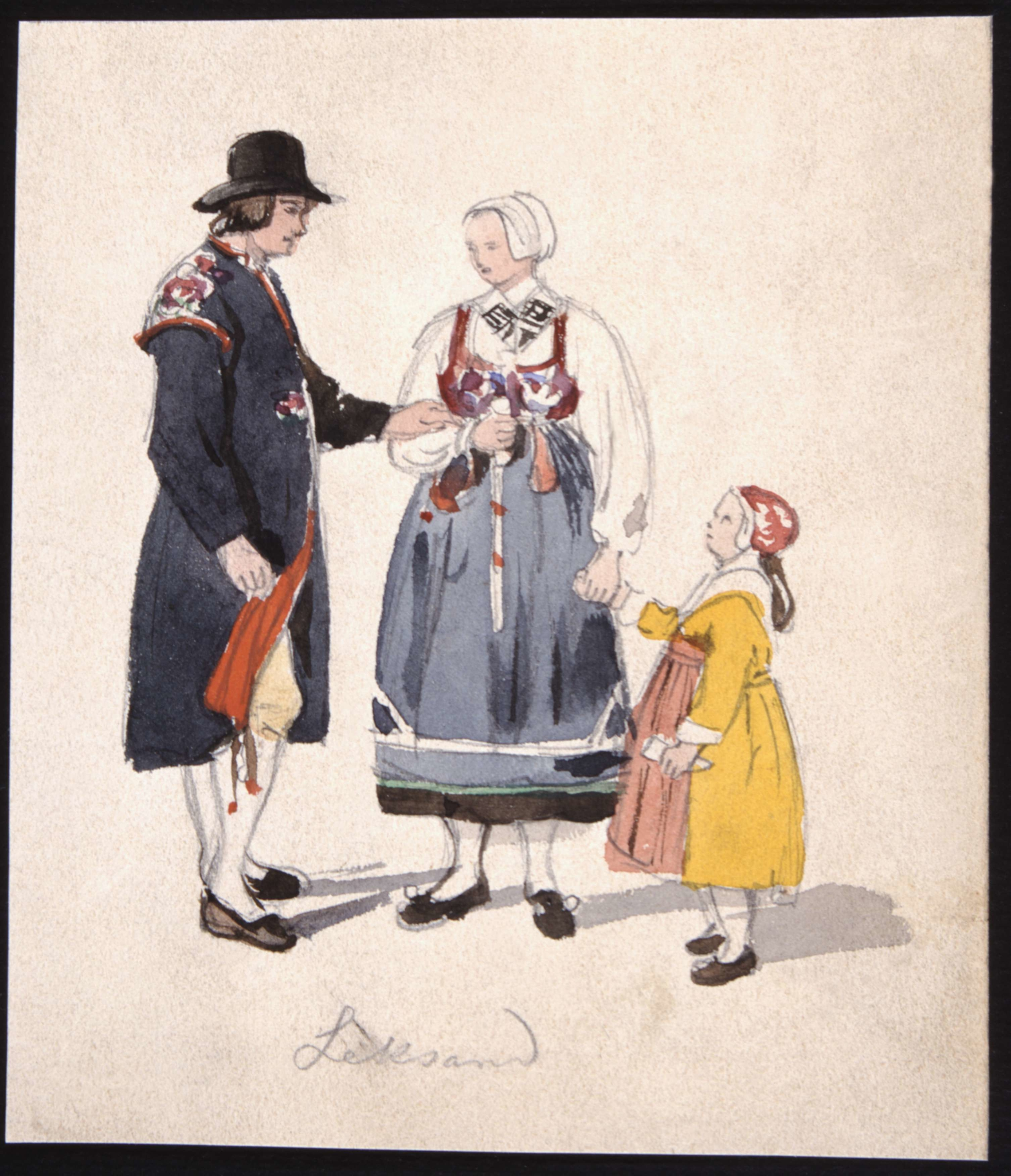
Man, kvinna, flicka i Leksand. Akvarell av Fritz von Dardel.

Leksandsdräkten går i sina äldsta delar att spåra till 1600-talet, men har förändrats mycket sedan dess. Dräktskicket har en modernare påverkan i dräkterna från Ovansiljan. I likhet med de flesta övriga dräkter i Siljanstrakten är den rik på plagg för varierande ändamål. Dräktskicket har styrts i ett komplicerat mönster av kyrkokalendern och för att klargöra bruket för moderna brukare utges dräktalmanackor. Den första utgavs 1923 av Albert Alm och en ny variant utkom 1978 av Leksands hemslöjdsförening. Senaste dräktkalendern heter Leksandsklädd och utgavs av Leksands hemslöjdsvänner 2013.

## Kvinnodräkten

### Kjol
Den vanligaste kjolen är svart och av kläde. Den var fram till 1870-talet plisserad, men är numera slät. En grön kjol används i samband med vissa större högtider. Med grönkjolen brukas röda strumpor, annars vita. Under kjolen bärs traditionellt en särk av grovt lintyg, och en underkjol av ull och lin som kallas "randil". Den är oftast röd, och har horisontella ränder i svart eller grått. Den kan användas till vardags utan en finare klädeskjol ovanpå, i kombination med liv och förkläde av skinn.
Vintertid finns en kjol av fårpäls som kan användas för sig själv (dock inte i kyrkan), eller som underplagg under klädeskjolen.

### Överdel
Över särken, men under livstycket bärs en helvit överdel, eller "yvdel". Oftast sydd i ett stycke av slätt eller mönstrat lintyg, eller av bomullskamris. Ärmarna är rynkade vid handleden och knyts ihop med band. 

### Livstycke
Ett hemvävt rödrandigt yllelivstycke används oftast i vardagslag och som vanlig kyrkodräkt. Ett rött sidenlivstycke hör till den kyrkliga högtidsdräkten. Ett svart sidenlivstycke används i samband med vissa högtider och i samband med sorg. Därtill förekommer ett skinnlivstycke. Alla livstycken snörs med snörmaljor, utom skinnlivstycket som istället har häktor.

### Förkläden(majder)
Det finns åtta majder i Leksand. Det är med majderna som man varierar dräkten efter söndagens karaktär och grad av högtid. De har olika finhetsgrad, "rang". Blå, röd, grön och gul raskmajd tillhör festdagarna. Rödmajden, ett rödrandigt förkläde är det vanligaste. Detta ersatte under 1800-talet en äldre blåmajd. Gulmajd, "svartrandig" (gulmajd med svarta horisontella ränder) och mörkmajd (blårandig majd utan rött) förekommer i samband med vissa högtider. Vid vissa kyrkohögtider brukas en blå, röd, gul och en grön raskmajd (av ett vaxat sidentyg). Ett enklare skinnförkläde som kallas "skimp" eller "skimpa" förekommer även.

### Halskläden
Fler varianter förekommer, ett ofärgat vitt broderat linnehalskläde, ett rutigt, ett kamrishalskläde, svartsticksbroderade tupphalsklädet och ett tryckt bomullshalskläde, "roshalskläde". Det rutiga halsklädet och det blommiga halsklädet bärs inte i kyrkan.

### Huvudbonad
Ogifta kvinnor bär en huvudbonad av rött eller mönstrat tyg av ull, bomull eller siden. Vanligast är "roshättan" som är gjord av blommigt tyg. Gifta kvinnor bär istället en vit "käringhatt" av lin med en liten spetskant och svartvitt hattband. Till sorgdräkten hör ett slätt dok som knyts under hakan i Leksand och i nacken i Siljansnäs. Enklare huvudbonader som "hilka" och "timp" förekommer i vardagliga sammanhang. Det finns också en hätta av gult ylle som används i kallt väder.

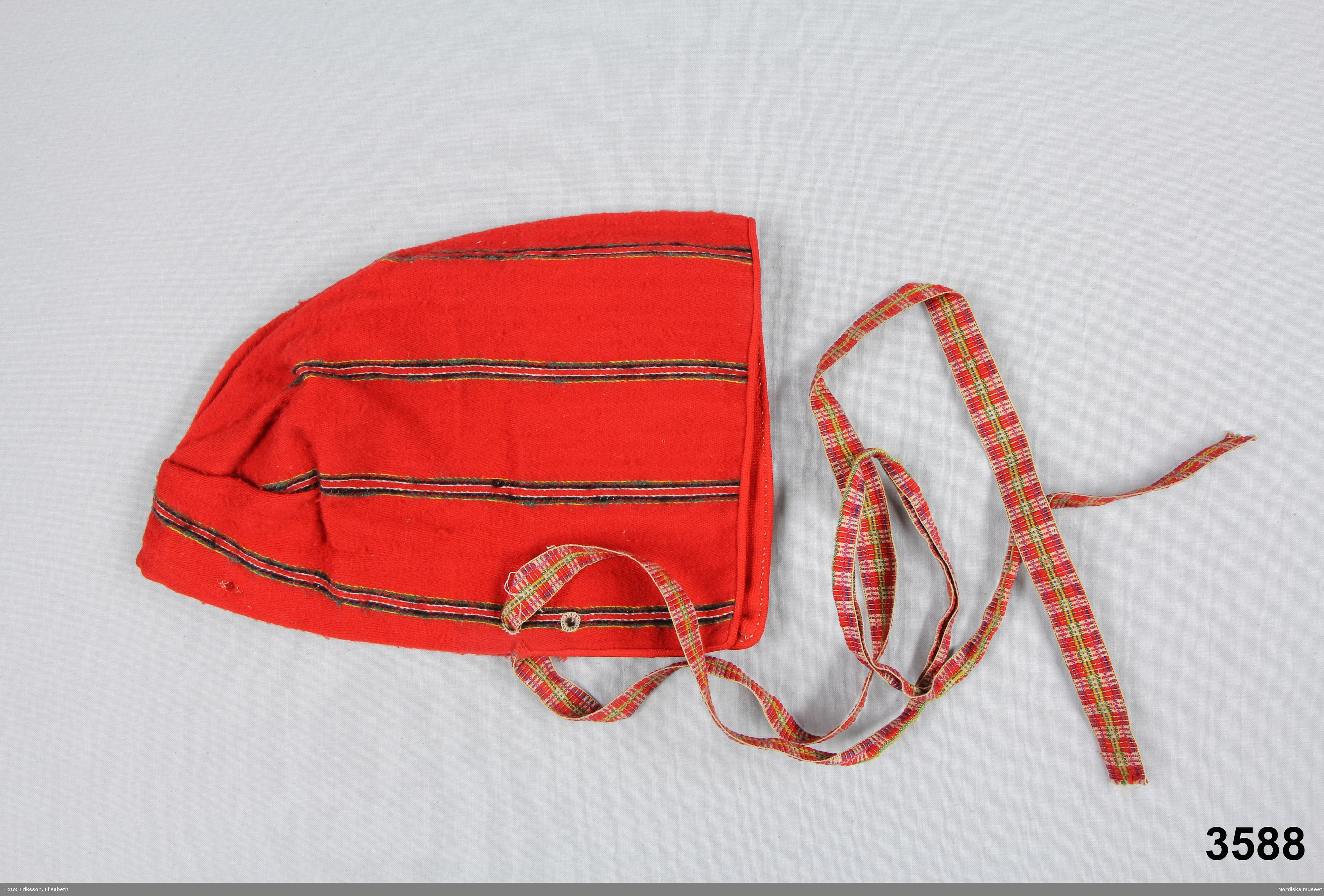
Mössa.
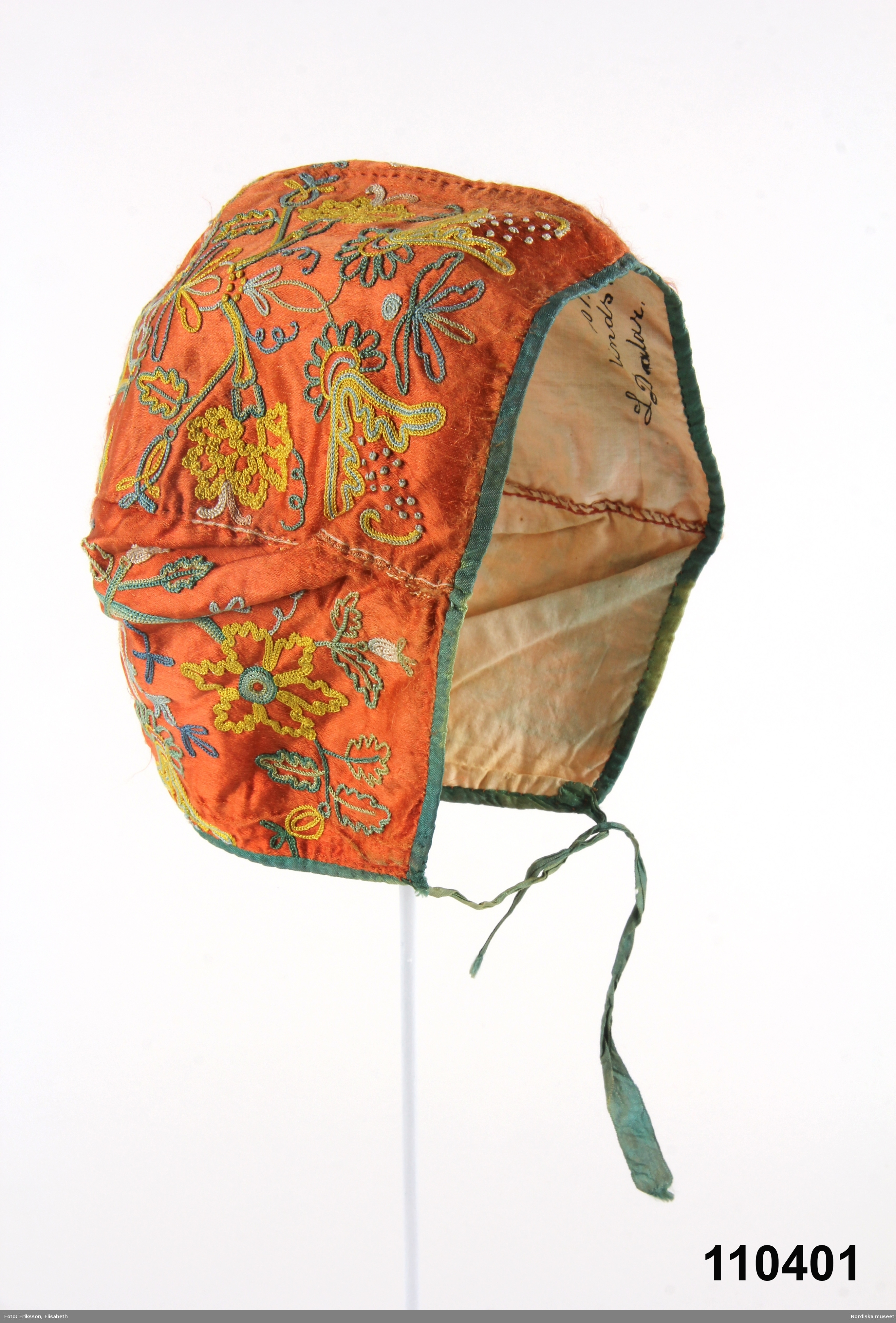
Mössa insamlad 1907 av Nordiska Museet.

### Tröjor
Till kvinnodräkten hör tre tröjor, en grön (mest högtidlig) och en svart, samt en skinntröja, den förra enligt gammalt brukad på de båda juldagarna, nyårsdagen, trettondagen och de båda påskdagarna. 

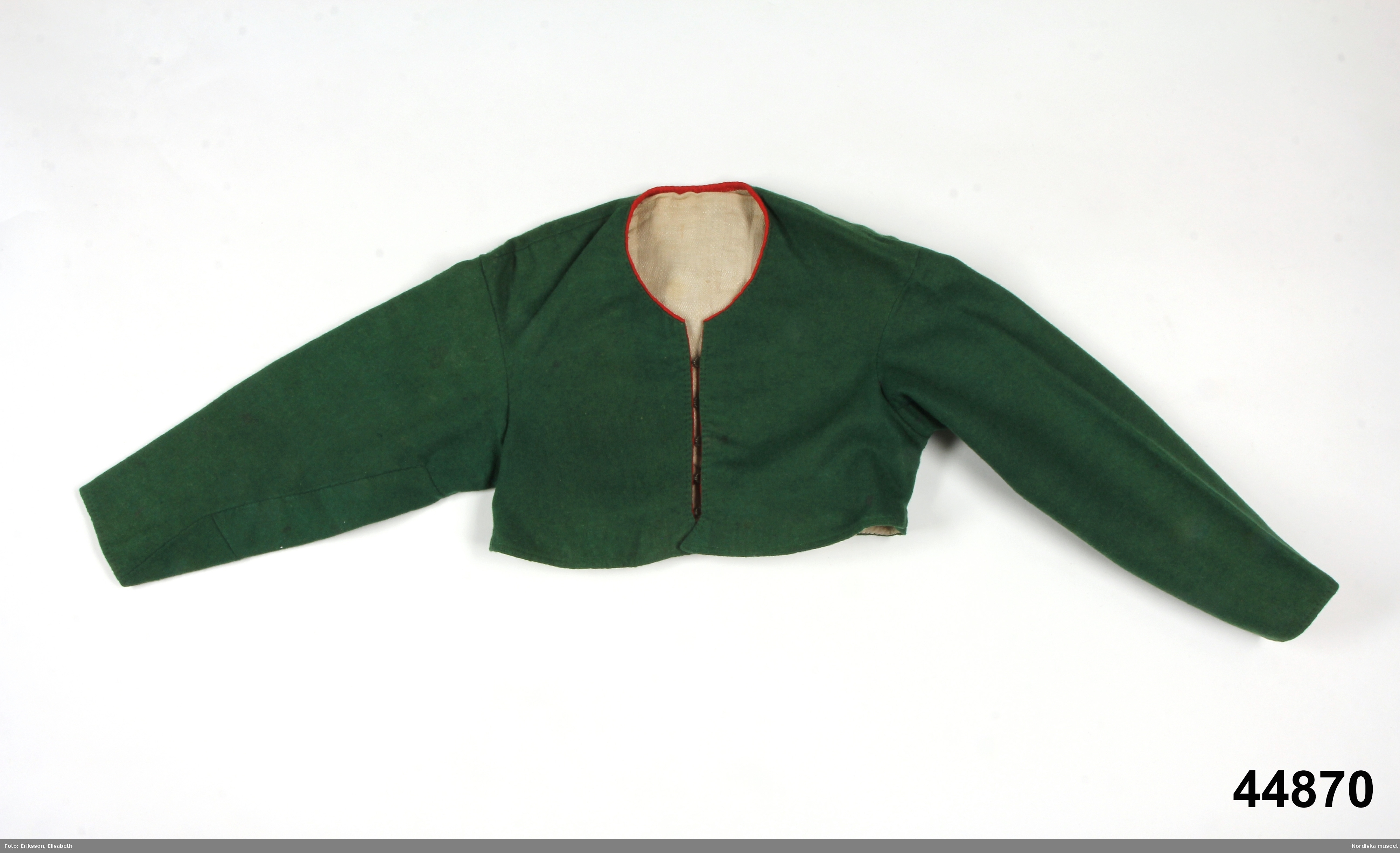
Tröja för ung flicka (framsida), av grön vadmal med 2 framstycken-sidstycken som går bak till ryggskörtet
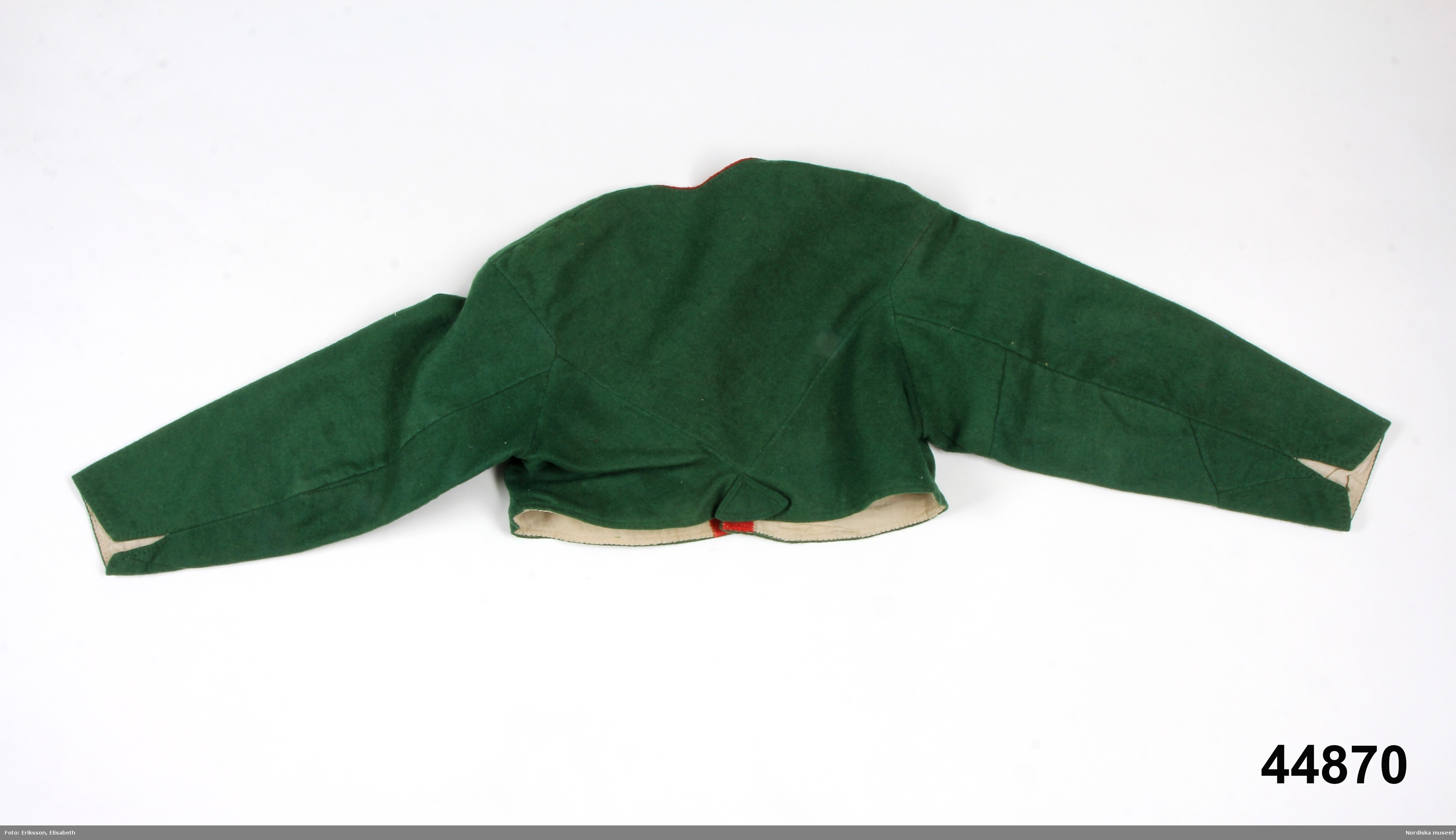
Tröja för ung flicka (baksida), av grön vadmal med 2 framstycken-sidstycken som går bak till ryggskörtet

## Mansdräkten

### Överrockar

#### Blåtröja

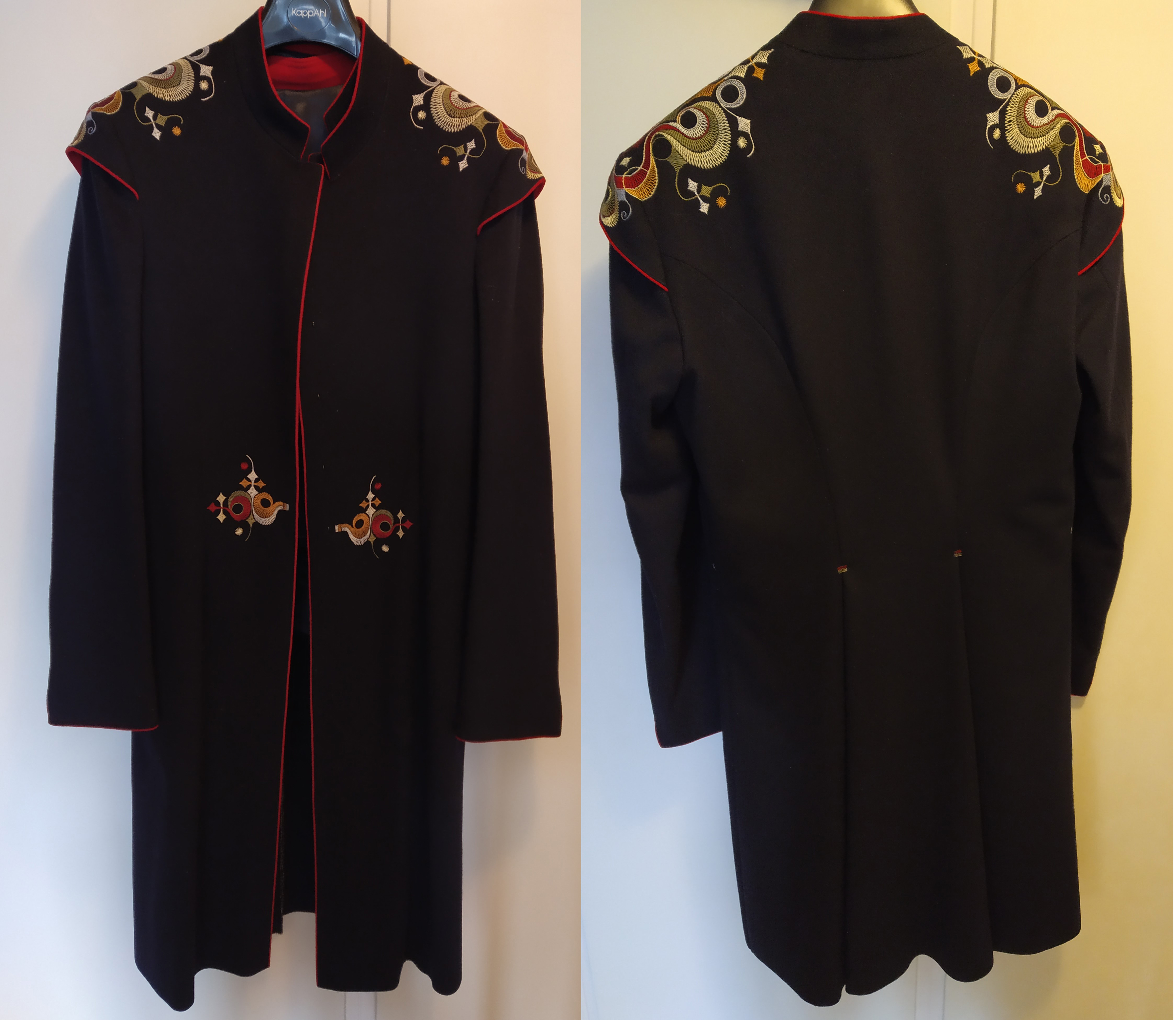
Blåtröja från 2010-talet. Laskningar ses på axlarna och midjan fram men även små sådana i sidan och bak i midjehöjd på högra bilden.

Blåtröjan är en knälång rock med färggranna silkesbroderier i flätsöm, benämnt laskning på leksandsmål. Laskningarna är stora över axlarna och mindre framtill, på sidorna samt baktill kring midjan. Runt kragen, axlarnas kant och utmed framsidans tillskärning sitter en röd kant.  Den bärs numer främst vid högtider som midsommarafton men är den variant på rock som bärs vid festligare vardagliga tillställningar, exempelvis av spelmän vid dans. Den bärs inte tillhäktad, vilket speglar den mer uppsluppna användningen jämfört med den allvarligare alltid tillhäktade kyrkrocken (se nedan). Förr användes blåtröjan inte i kyrkan men numer används den på samma söndagar som kullorna bär raskmajd (se ovan).

#### Kyrkrock
Kyrkrock, även kallad vadmalsrock, är en svart knälång rock som alltid bärs tillhäktad. Ser man på äldre teckningar eller bilder på kyrkrocken finner man sällan någon röd kant runt kragen och utmed framsidans tillskärning medan dagens kyrkrockar oftast har denna röda kant. Kyrkrocken är skuren annorlunda jämfört med blåtröjan och får därför annan karaktär. I kyrkan bärs den alla söndagar då blåtröjan inte används, alltså då kullorna inte har raskmajd, men har också ansetts lämplig vid långt fler av årets dagar. Dess användning har främst blivit i kyrkan och därav namnet.

#### Skinnpäls

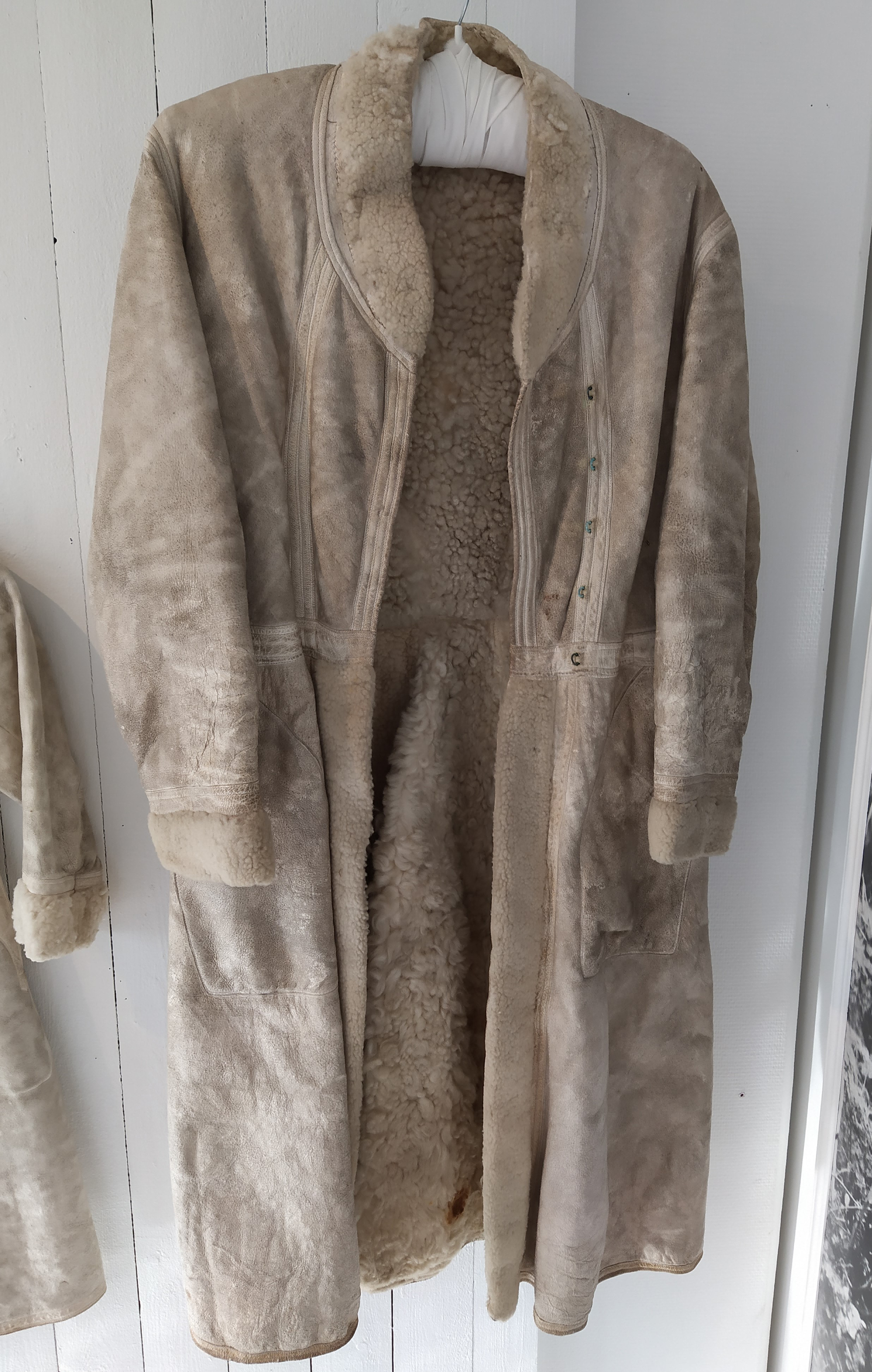
Äldre skinnpäls. Bild tagen på Leksands kulturhus museum, utställningen "Leksandsdräkten – den levande och den döda".

Skinnpälsen är en ytterrock som används vintertid och är sydd av fårpäls där ullen vänts inåt och kantar rockens krage, framsida, nederkant och ärmarnas slut. Förr var den ett givet plagg i Leksand, vilket kan ses av dess frekventa förekomst i bouppteckningar, men är idag mer sällsynt. De fina nya skinnpälsarna användes främst utanför hemmet medan de mer slitna användes som arbetsplagg. Blåtröjan och kyrkrocken skulle passa så att den kunde träs utanpå skinnpälsen men eftersom skinnpäls numer är ovanligt är de sällan anpassade för det idag.

### Livstycke
Livstycket är idag mörkblått som blåtröjan eller svart som kyrkrocken. Det finns också livstycken av skinn som dock var mycket vanligare 
förr. I bouppteckningar kan man också se vita livstycken av vadmal. Livstycket är kantat med rött runt kragen, framsidan, ficklocken. Tre lodräta röda kanter sitter också baktill längst ned.
Gällande färgen på livstycket till blåtröjan diskuteras det vilken som är den rätta. Wilhelm Söderbaum skrev i sin bok "Leksandsdräktens utveckling 1750-1950" att inga bouppteckningar från Leksand innehåller svarta livstycken, utan enbart blå. Till blåtröjan, som bärs ohäktad så livstycket syns, gjordes livstycket i samma tyg. Söderbaum teoretiserar att blåtröjan var först att sluta användas på 1800-talets andra hälft och att livstycken därför tillskars ur samma material som kyrkrocken, alltså svart. Då blåtröjan återupptogs på 1900-talets första hälft skulle livstycket därför vara svart. 

Det finns också ennan annan variant av livstycke med ärmar likt en kavaj som kallas väst, vilket kan förvirra begreppsmässigt eftersom dagens moderna plagg kallat väst är utan ärmar likt livstycket.

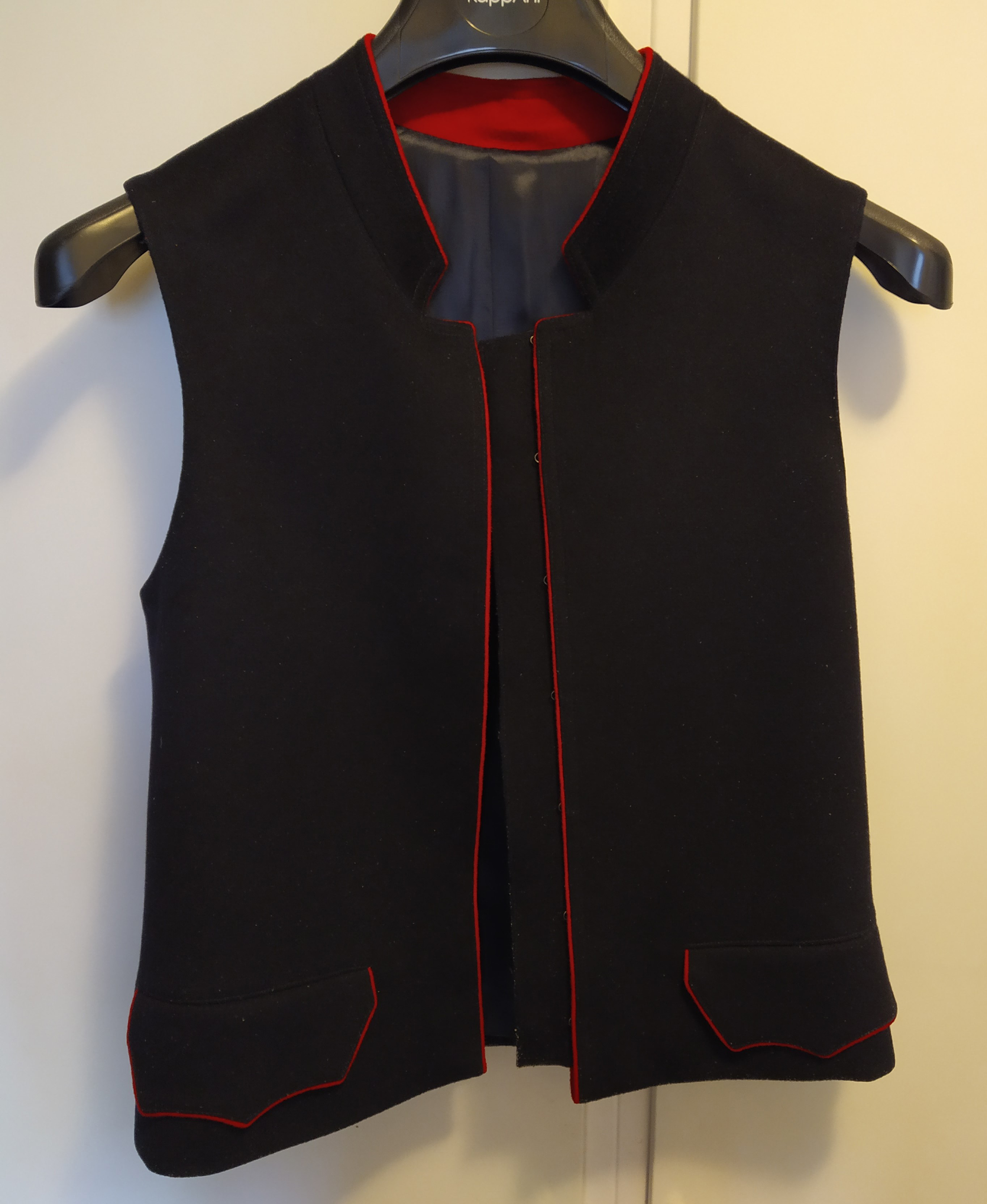
Blått livstycke till leksandsdräkt gjort på 2010-talet.
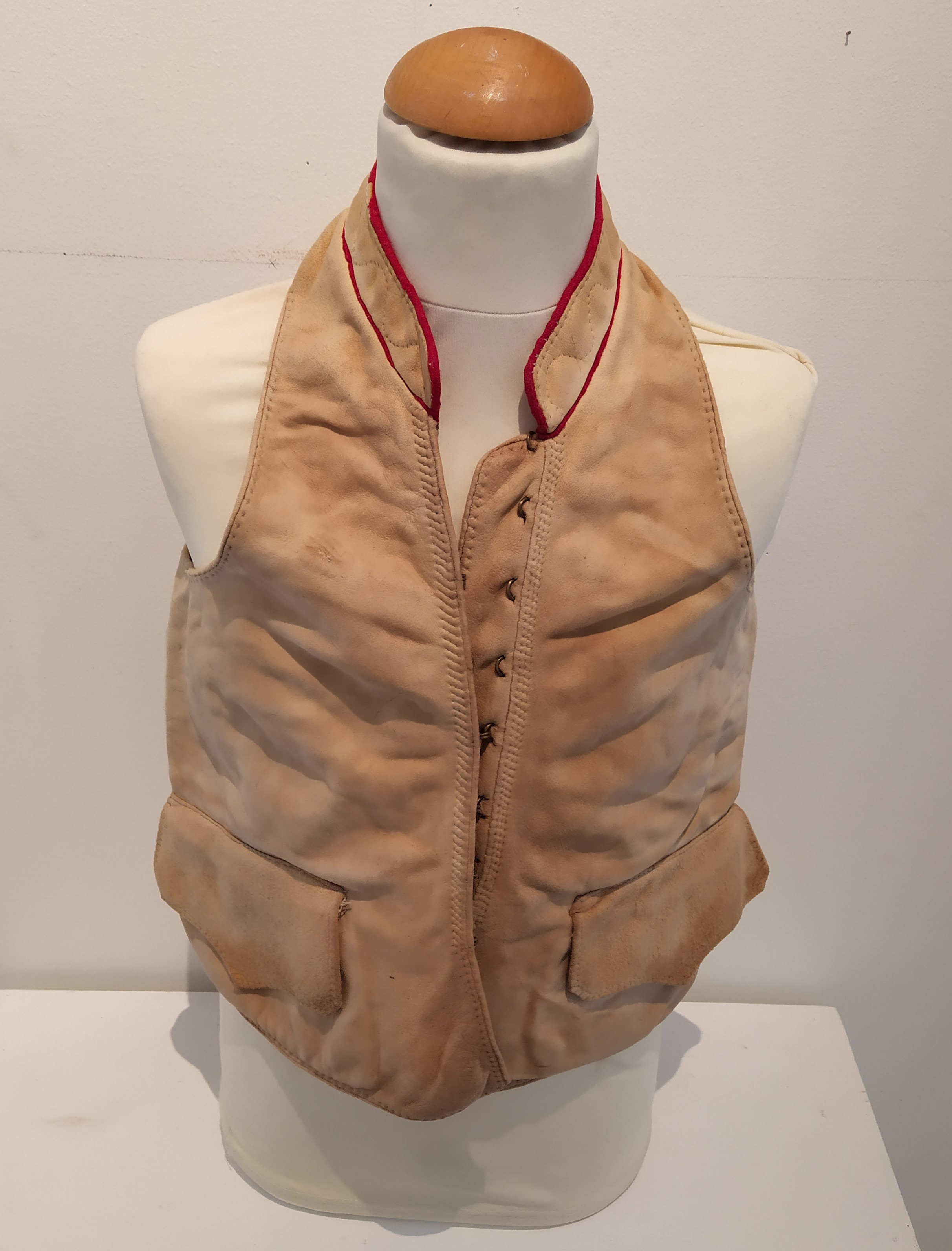
Livstycke i skinn. Bild tagen på Leksands kulturhus museum, utställningen "Leksandsdräkten – den levande och den döda".

### Skjorta

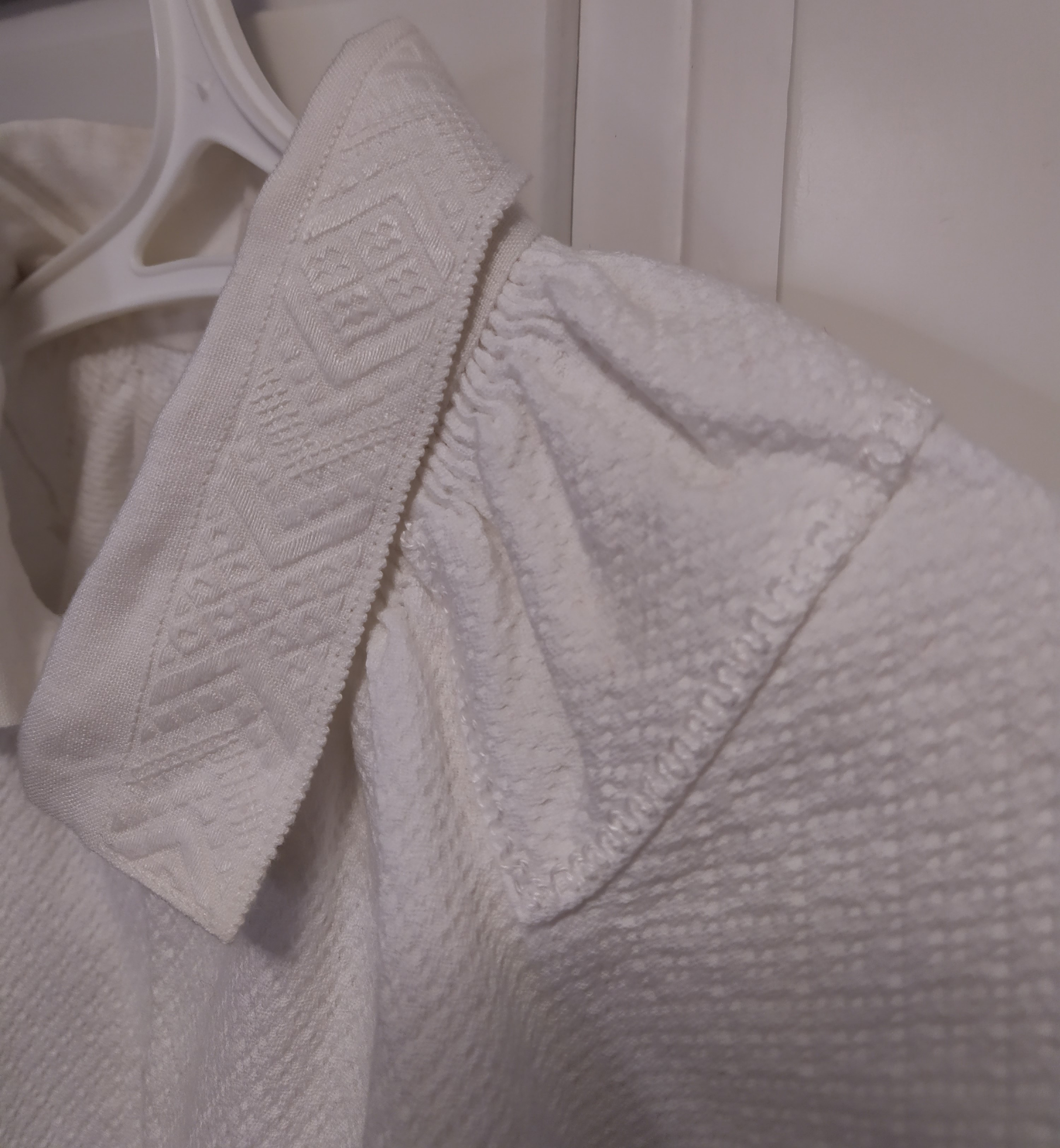
Krusad krage på dräktskjorta med rynkat halsspjäll.

Skjortan är av typisk allmogemodell, lång och med halssprund. Den har tillverkats av olika material för olika ändamål. För de finare tillfällena tillverkas de av s.k. läsväv (daldräll) och kallas lässkjorta eller brudgumsskjorta. Dessa har vitt krusade (broderade) kragar och kvalar (manschetter) men även halsspjäll med rynkningar. De vardagligare varianterna var förr gjorda av grövre tyger som lin och då ofta av blångarn, kallat blaggarn på leksandsmål. Dessa var inte prydda med krus. Idag används dessa varianter men ibland även vanliga moderna vita skjortor.

### Byxor

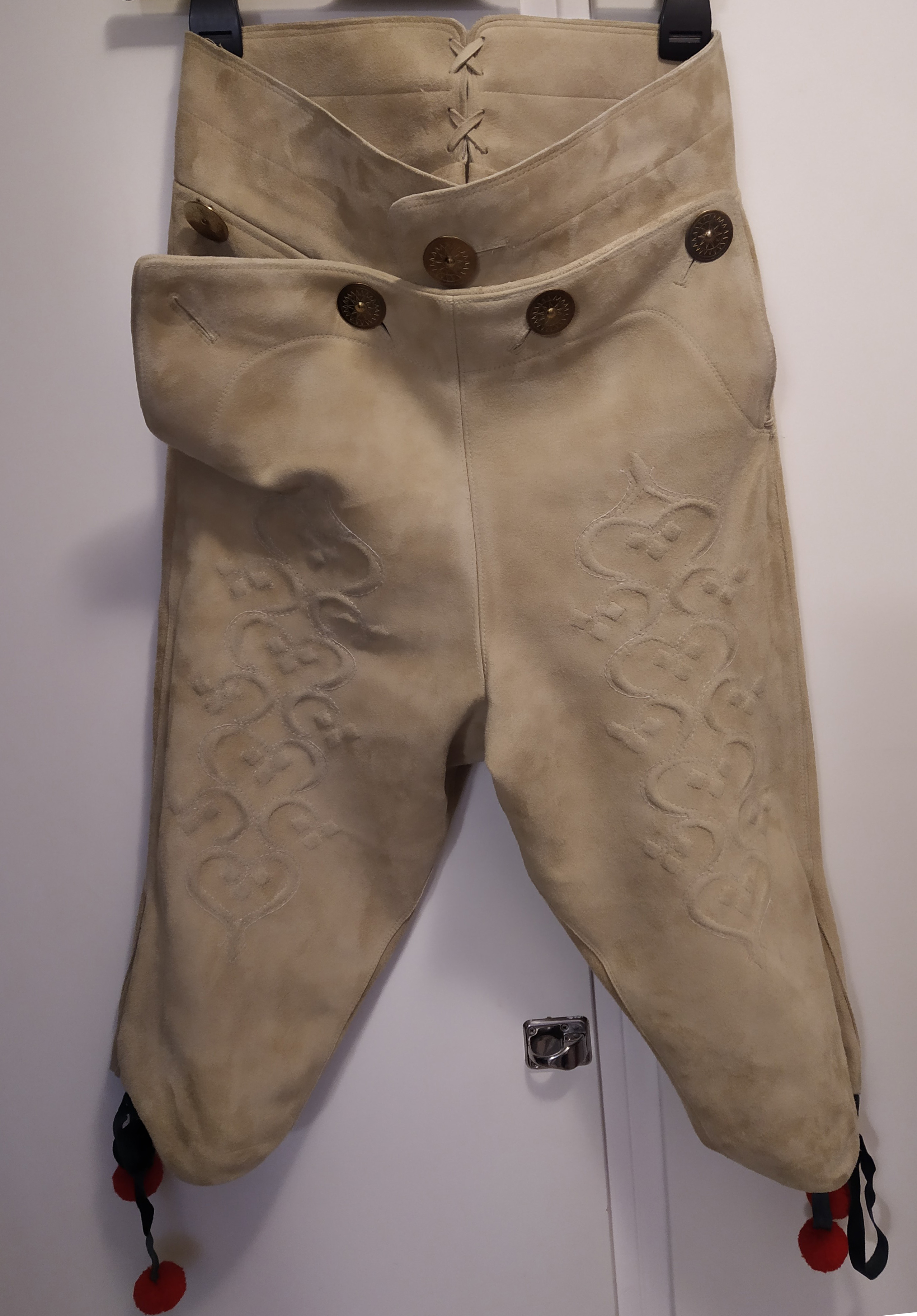
Skinnbracka med laskning till leksandsdräkt.

Skinnbyxorna, kallade skinnbrackor, bärs året runt och till alla dräktvariationer. Den variation som ses är att de kan vara släta eller laskade. Laskningen skiljer sig från den på blåtröjan genom att skapa en upphöjning av de hjärtan och löv som laskas. Den laskade varianten används vid högtidligare tillfällen och i övrigt används de släta. Till vardags på vintern kan vita vadmalsbrackor användas men de är sällsynta idag. 

### Strumpor
Strumporna var förr och idag oftast av ull men olika material ses. De är alltid vita i leksandsdräkten. Undantaget är de blå eller vita snösockor av vadmal som förr användes och syns i många bouppteckningar men sällan i nutid. Förr skulle man "nöck sockon", alltså nöcka sockorna (särskild valkning). Detta beskrivs i Alms dräktalmanacka men innebär kort att de valkas, kardas och gnids så att små "nöckor" (runda bollar av ullfibrer) uppstår så de blir mycket täta. Detta har också kallats att "tysk sockon", möjligen efter att tyska pälsar ansågs ulliga och täta.

### Halskläde
Halsklädet är en halsduk gjord av vit linne med flera vita tvärgående krusningar (broderier) och spets i kortsidan. Den viks på längden till lagom bredd, läggs om halsen under skjortkragen och knyts i en enkelt knut så att en krusning syns i glipan mellan skjortans båda snibbar och läggs innanför livstycket. Således omges hela halsen av krus vid högtid genom skjortans krusade krage och halsklädet. I nutid är det vanligare att se ett rött leksandsband knutet likt en slips i kragens glipa.

### Hatt
Olika modeller av hattar har använts historiskt och idag ses oftast bredbrättade filthattar med ett smalt svarvitt leksandsband med vita tuppor (bollar). Varianten med band på hatten uppges i ovan nämnda bok av Wilhelm Söderbaum vara ett 1900-talsfenomen. Dessförinnan uppger han att det endast förekommit ett smalt, 2,5 meter långt band med vita tuppor som lindats runt hattens kulle vid lysning; ett s.k. femändsband. Namnet kommer av de fem mönstertrådarna i varpen på det smala bandet, som vävts av den blivande hustrun. Under 1800-talet förekom en högre cylinderhatt av filt kallad kyrkstopet, som åtminstone användes till kyrkan.

## Barn
Flickor brukar gulkolten, en gul klädeskolt med rödrandigt midjeförkläde och hätta sydd i tre tygdelar. I äldre tid brukades gulkolten även av pojkar, men de bar istället ett förkläde med bröstlapp. Innan konfirmation hade pojkar lisshätta (kilhätta) sydd av sex tygkilar med eller utan tofs. Vuxendräkten började man använda vid ca 7-8 års ålder.

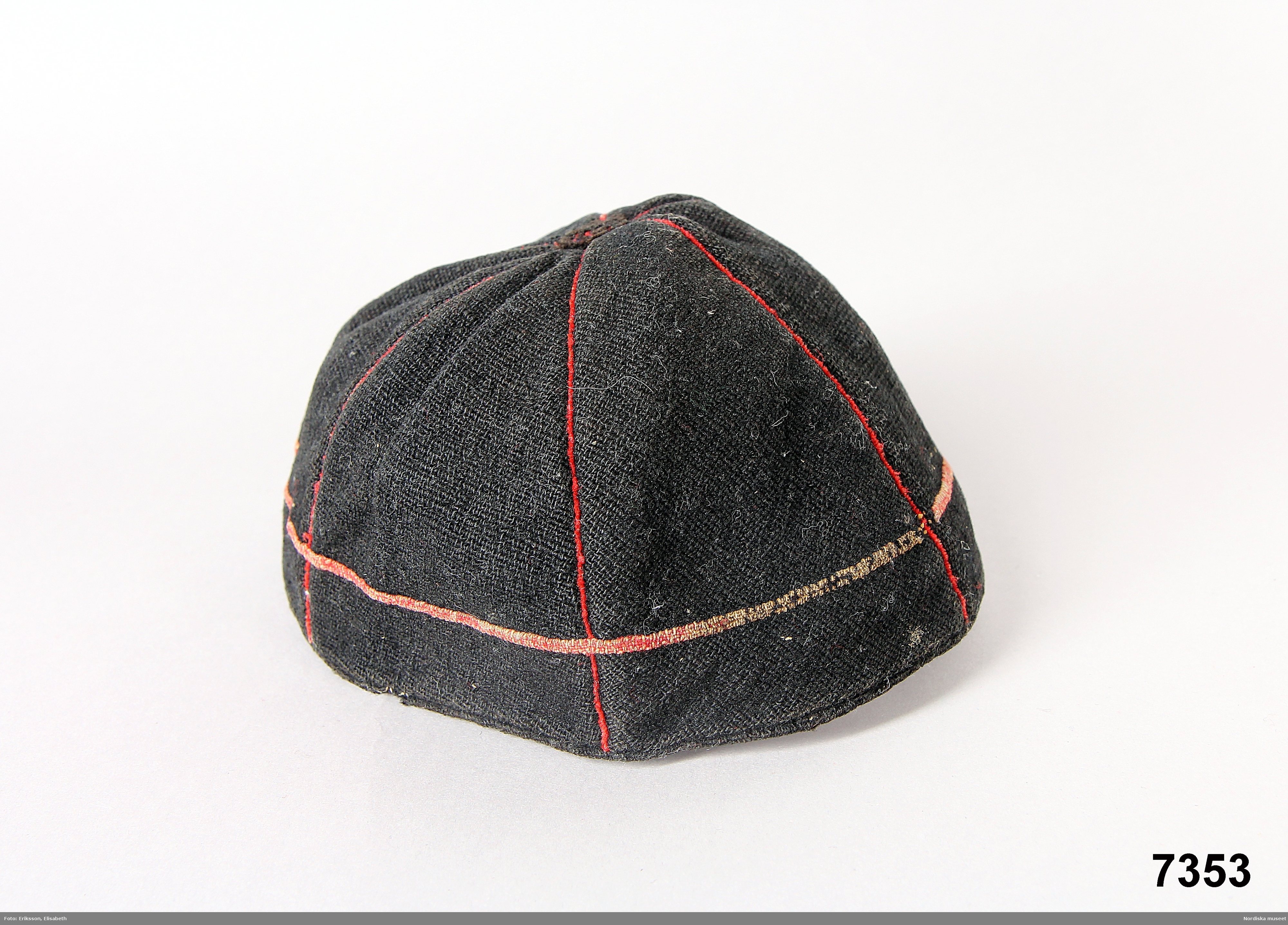
Lisshätta

## Liknande dräktskick
I Siljansnäs socken, som fram till 1866 tillhörde Leksands socken, brukas samma dräkt som i Leksand. Skillnaden var dock att man här använde den vita vadmalströjan från Sollerödräkten. När kyrkan byggdes och Siljansnäs blev en egen socken, fanns dock inte samma behov av att särskilja sig från Leksandsfolket. Därför används svart kyrkrock även i Siljansnäs numer. 
En liten skillnad finns, och det är hur kvinnor och flickor bär doket till sorg och konfirmation.

## Bilder

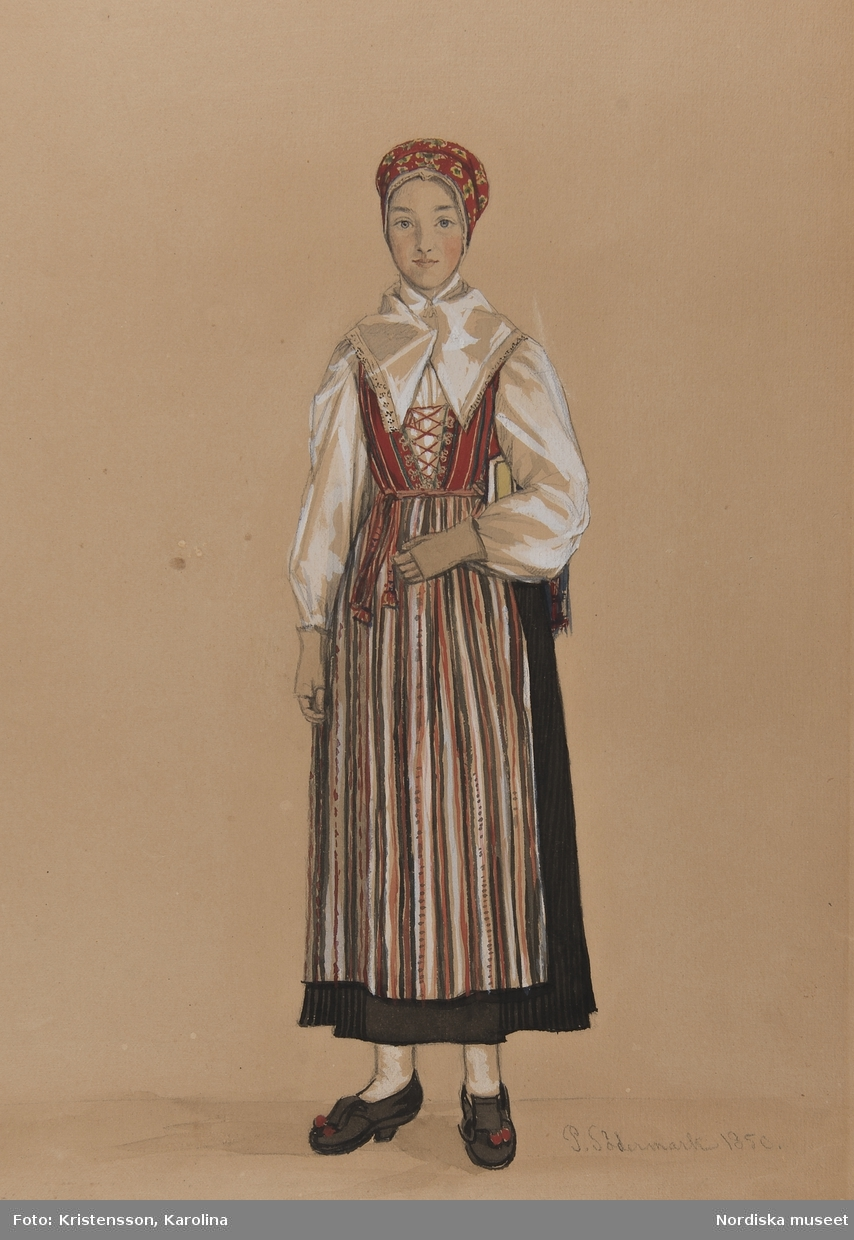
Kvinna, i helfigur, Lekatts Karin i Söndagsdräkt (1850).
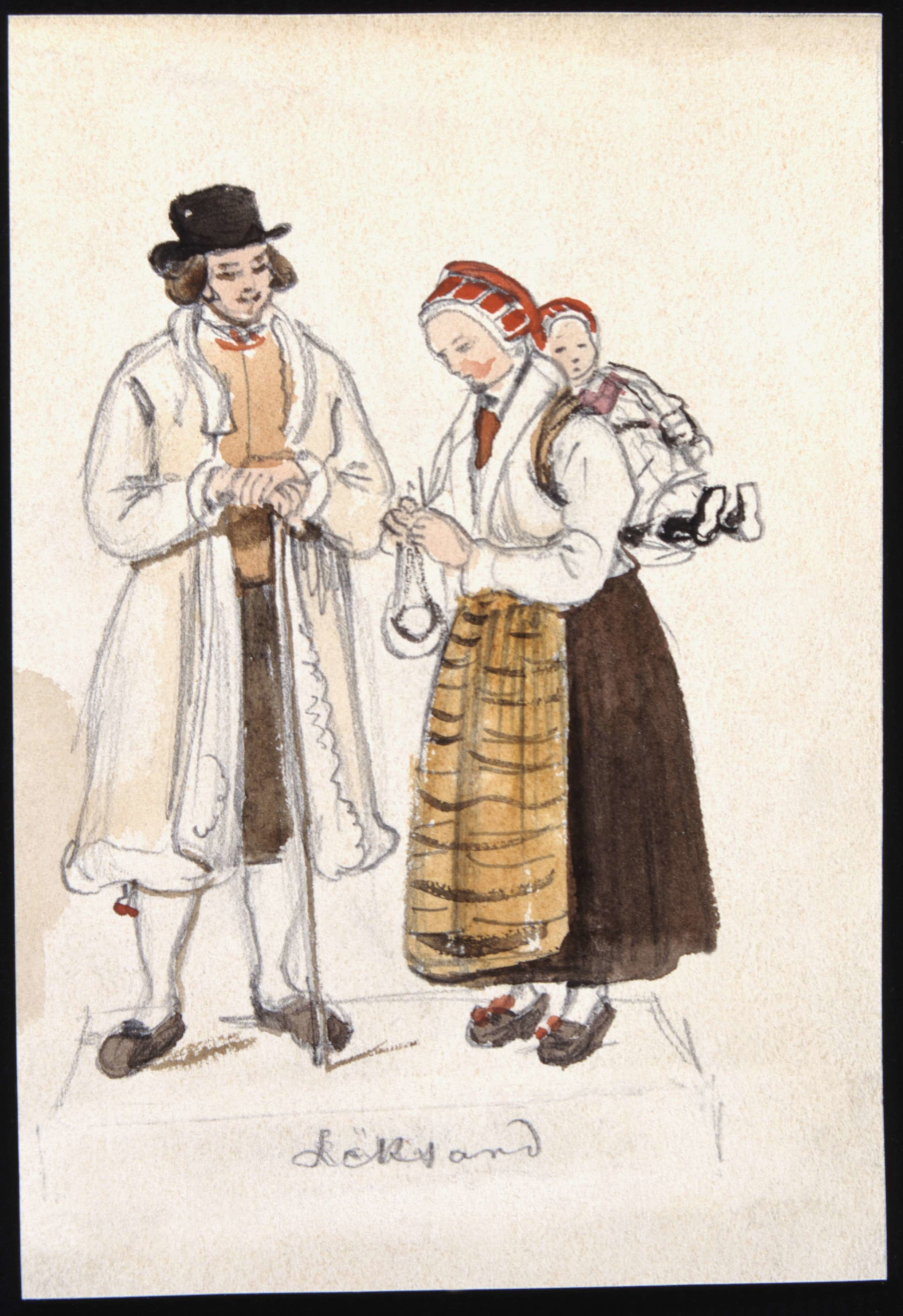
Man i vit rock, kvinna med barn på ryggen.
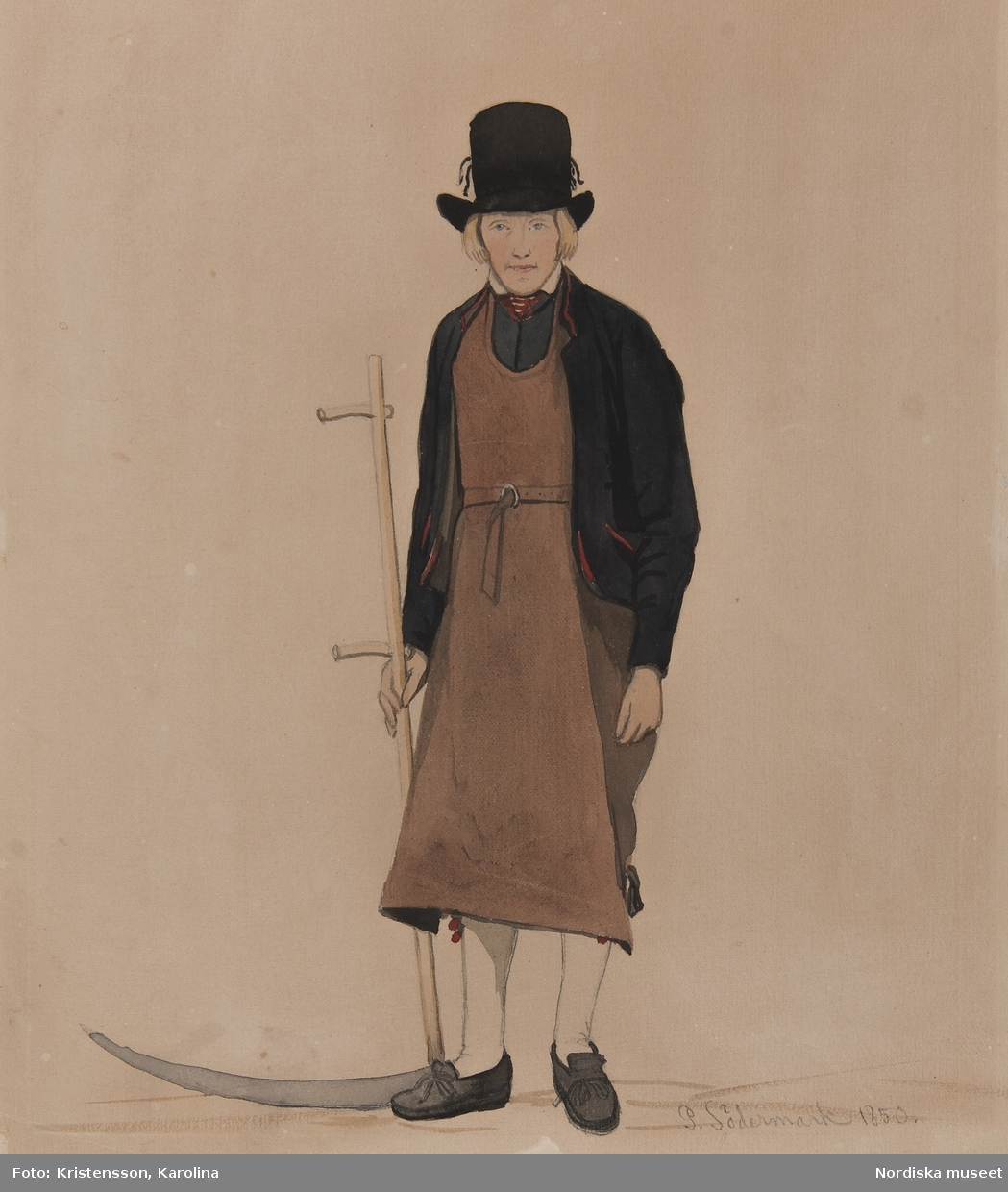
Man med lie, Jons Calle i Leksands Noret (1850)
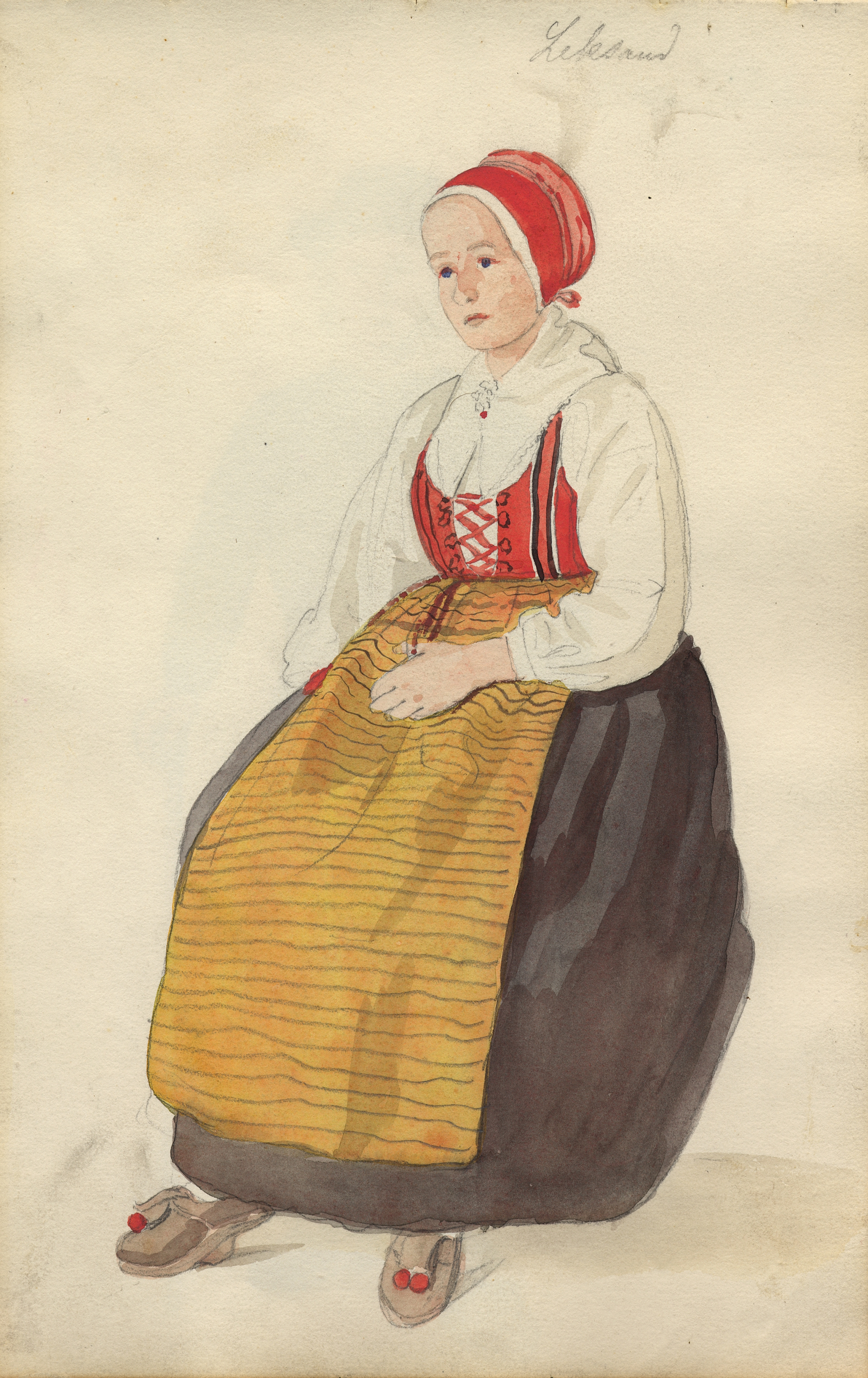
Kvinna i dräkt, sittande i helfigur.
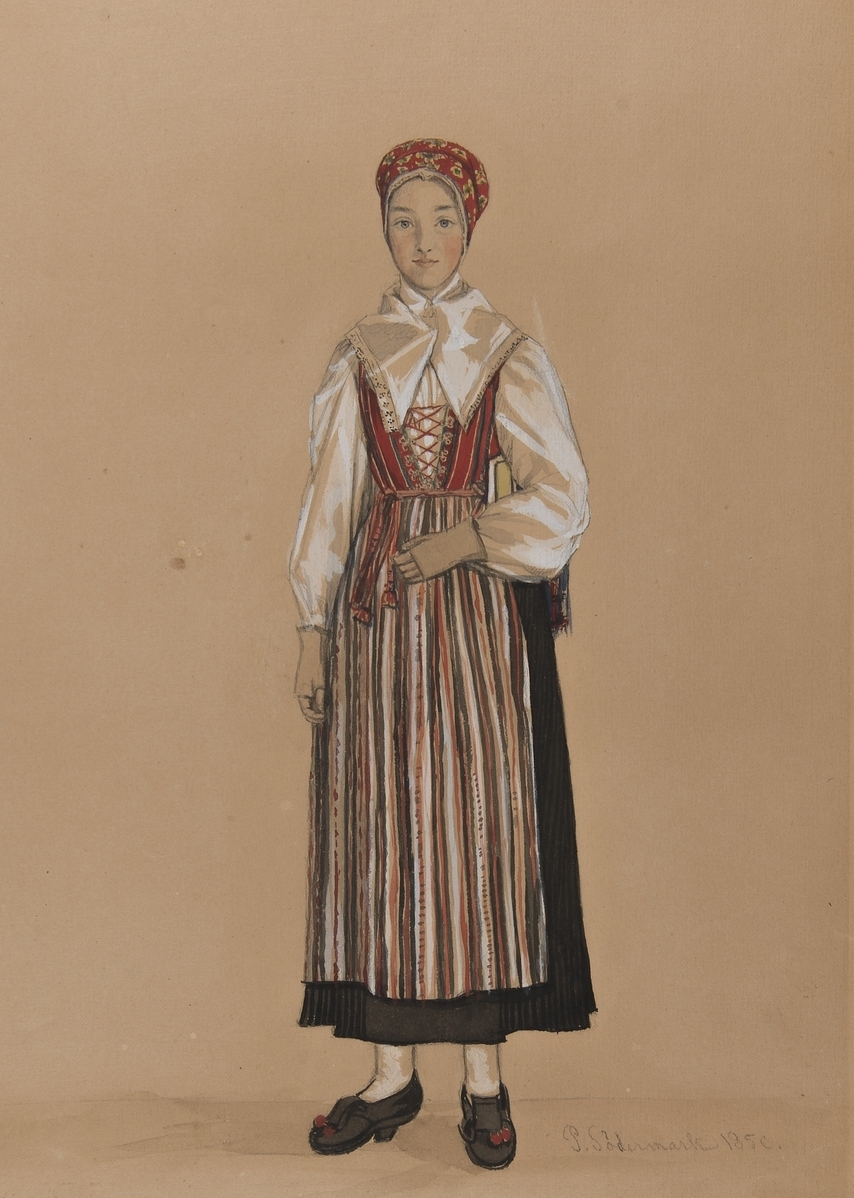
Kvinna, i helfigur, Lekatts Karin i Söndagsdräkt (1850).
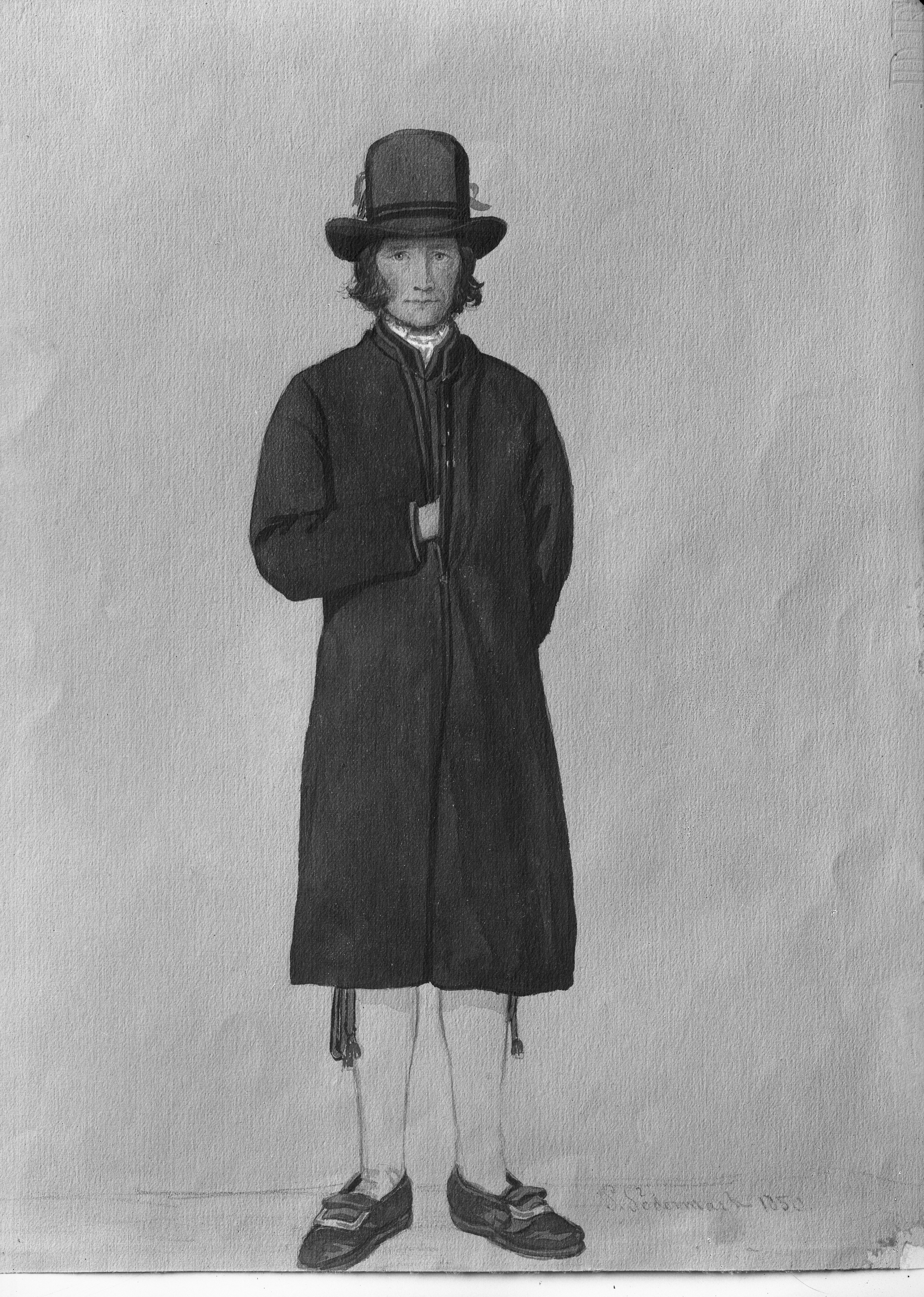
Kes Jerker i Limaby.
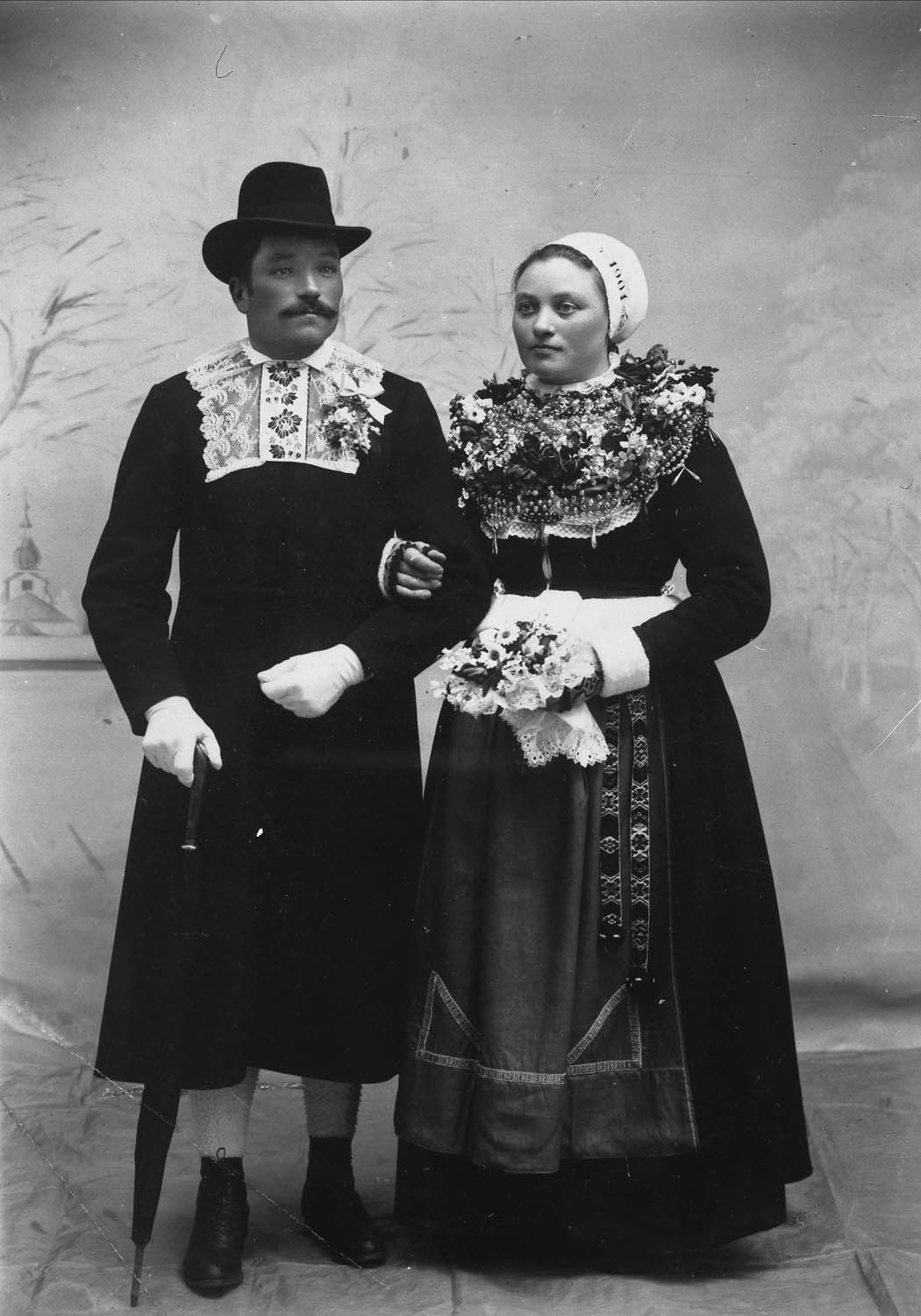
Brudpar. Björs Olle, Heden, och Anbo Kari, Hästberg.
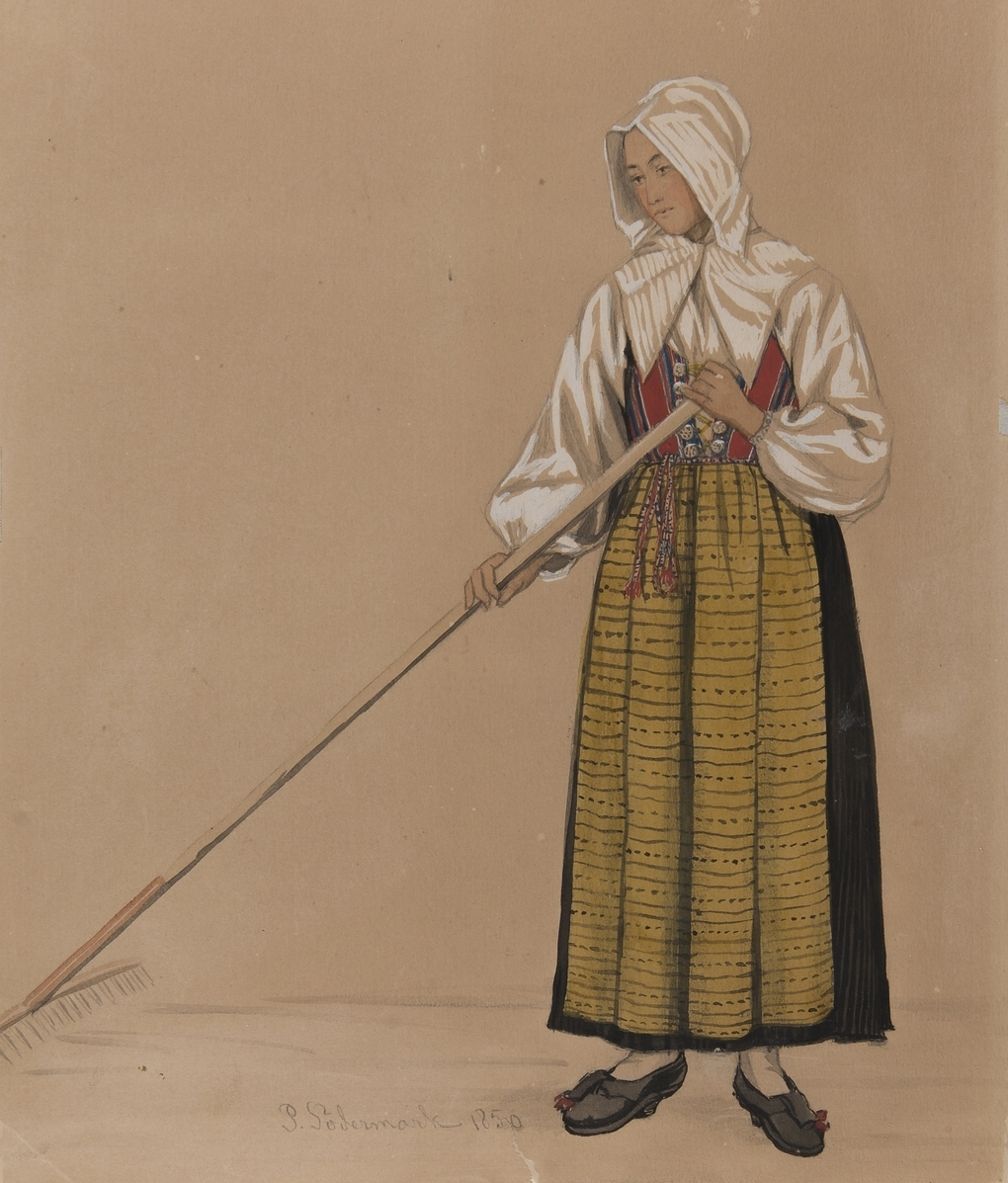
Kvinna, i helfigur (1850).
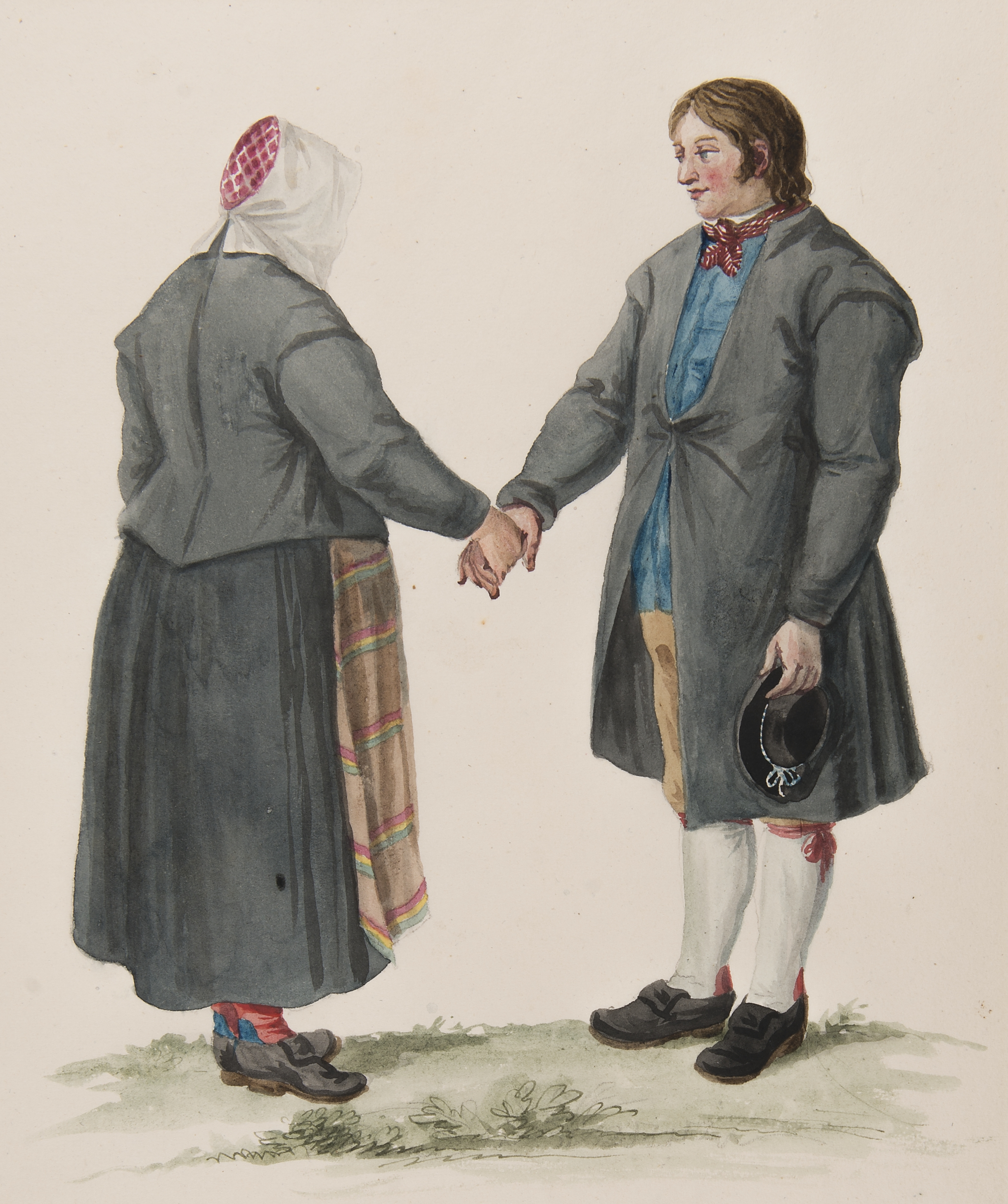
Kvinna och man.
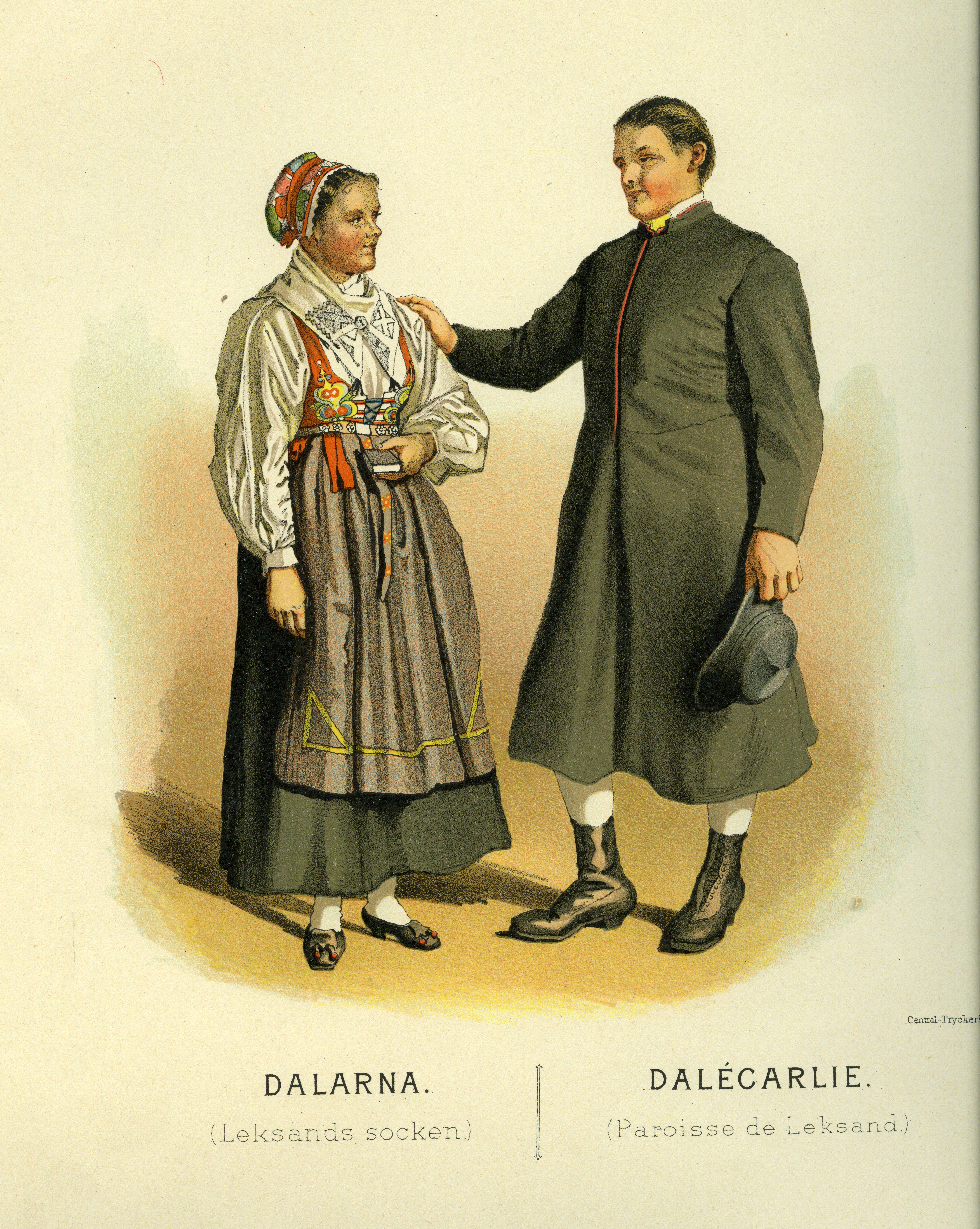
Thulstrup, Nordiska Drägter (1895).
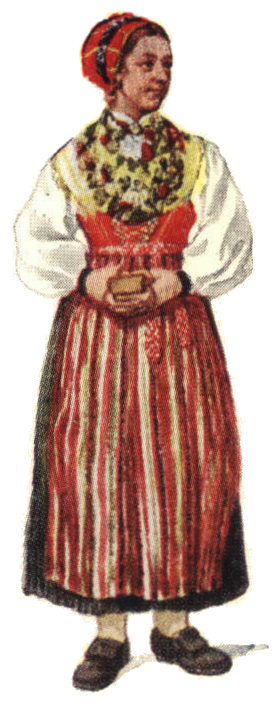
Folkdräkt, Leksands socken, Nordisk familjebok
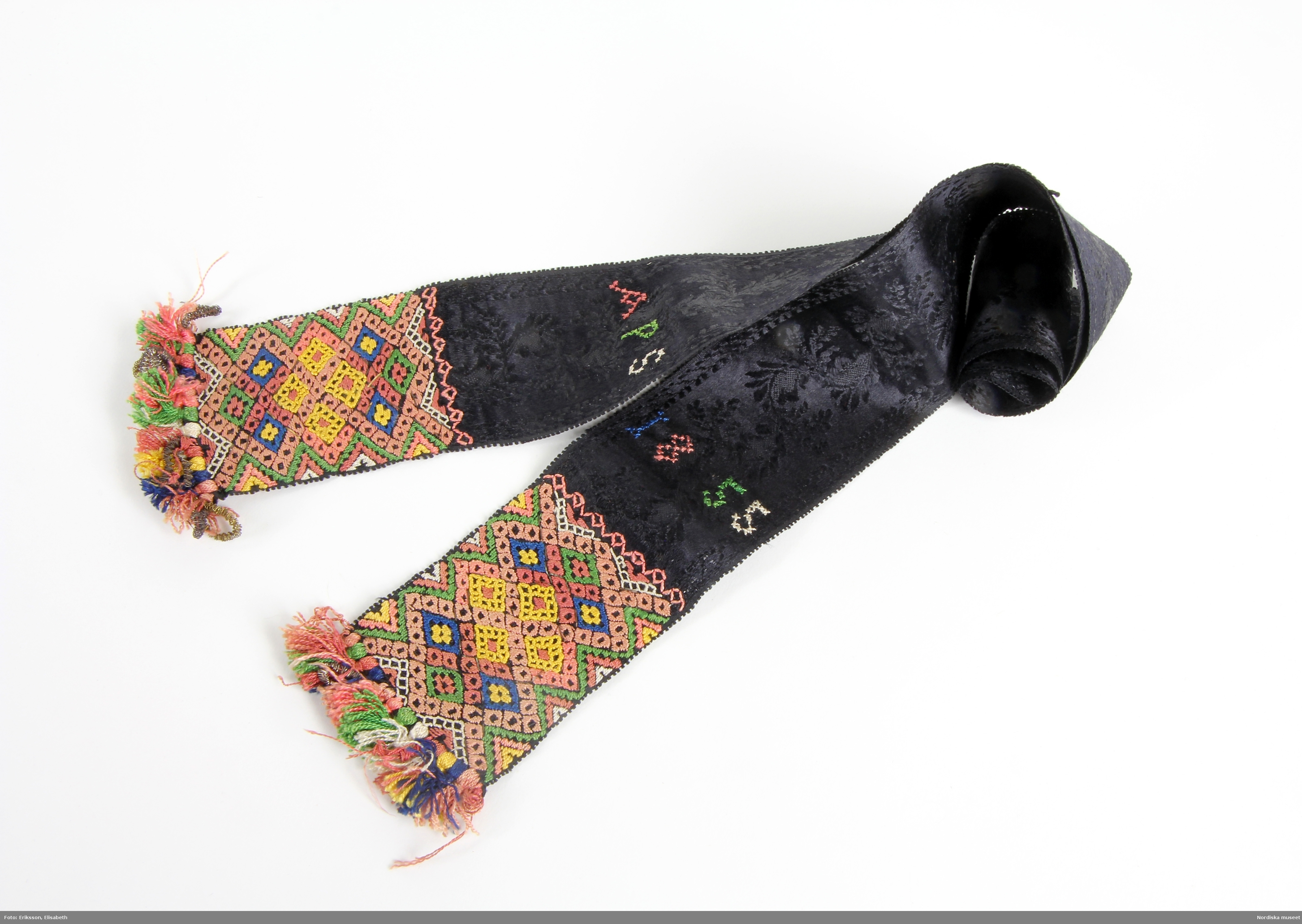
Bindel från Leksand, Torrberg
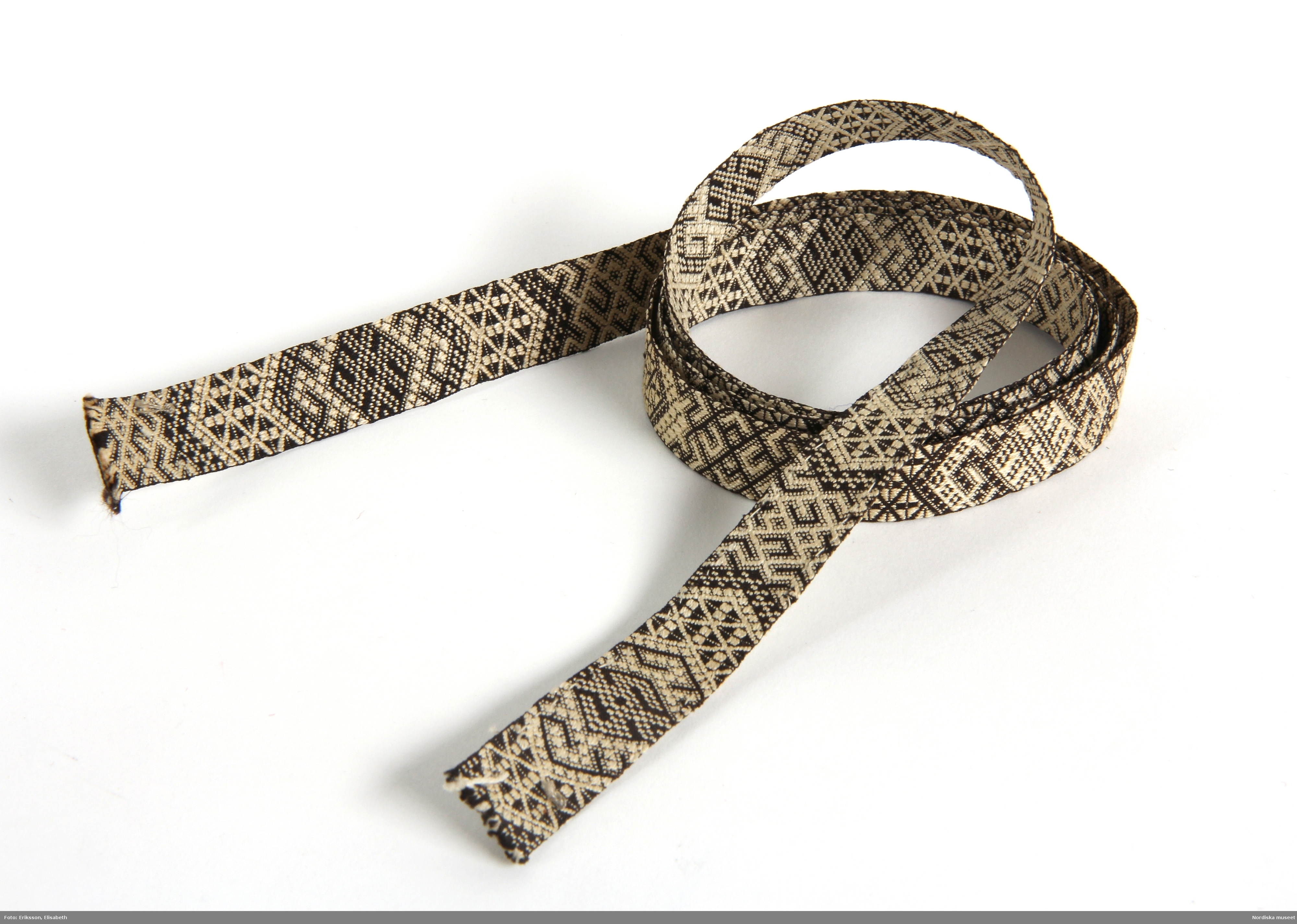
Band från Leksand